# Terebra robusta
Terebra robusta é uma espécie de gastrópode do gênero Terebra, pertencente a família Terebridae.